# Joël Perrault
Joël Perrault (* 6. April 1983 in Montréal, Québec) ist ein ehemaliger kanadischer Eishockeyspieler, der im Verlauf seiner aktiven Karriere zwischen 2000 und 2016 unter anderem 96 Spiele für die Phoenix Coyotes und St. Louis Blues in der National Hockey League (NHL) auf der Position des Centers bzw. rechten Flügelstürmers bestritten hat. Darüber hinaus verbrachte Perrault insgesamt drei Spielzeiten in der Schweizer National League A (NLA) sowie in der Deutschen Eishockey Liga (DEL).

## Karriere
Perrault begann seine Karriere in der Saison 1999/00 bei den Collège Antoine-Girouard Gaulois in der Juniorenliga QMAAA. Ab Sommer 2000 spielte er für drei Spielzeiten bei den Drakkar de Baie-Comeau in der Ligue de hockey junior majeur du Québec (LHJMQ). Seine erste Profistation absolvierte der Angreifer bei den Cincinnati Mighty Ducks in der American Hockey League (AHL), für die er ab der Saison 2003/04 für zwei Spielzeiten auf dem Eis stand. Zuvor hatte ihn der Kooperationspartner Cincinnatis, die Mighty Ducks of Anaheim aus der National Hockey League (NHL), als Free Agent unter Vertrag genommen.
Im Sommer 2005 wechselte der Stürmer innerhalb der AHL zu den Portland Pirates, die das neue Farmteam Anaheims waren, ehe er wenig später im Austausch mit Sean O’Donnell zu den Phoenix Coyotes transferiert wurde. Dort erhielt er jedoch nur fünf Einsätze bei den Coyotes und wurde zumeist im damaligen AHL-Farmteam San Antonio Rampage eingesetzt. Nach einem kurzen Engagement bei den St. Louis Blues und deren Kooperationspartner Peoria Rivermen, kehrte Perrault in der laufenden Spielzeit 2006/07 nach Phoenix zurück. Dort wurde er in der folgenden Zeit abwechselnd sowohl in der NHL bei den Coyotes als auch in der AHL in San Antonio eingesetzt. Im Mai 2010 nahm der EV Zug aus der Schweizer National League A (NLA) den Kanadier unter Vertrag, wo er jedoch nach nur zwei Monaten von einer vereinbarten Ausstiegsklausel für einen Wechsel in die NHL Gebrauch machte und ein Vertragsangebot über ein Jahr bei den Vancouver Canucks annahm. Auch in Vancouver erhielt der Angreifer nur sporadisch Einsätze in der NHL und stand überwiegend für die Manitoba Moose in der AHL als Assistenzkapitän auf dem Eis. 
Zur Saison 2011/12 wechselte Perrault erneut in die Schweiz und war zunächst für die SCL Tigers aktiv, ehe er während der laufenden Saison zum Ligakonkurrenten HC Ambrì-Piotta ging. In der Spielzeit 2012/13 absolvierte der Rechtsschütze 20 Spiele für den finnischen Klub HIFK Helsinki in der SM-liiga. Im Dezember 2013 wurde der Stürmer von den Krefeld Pinguinen aus der Deutschen Eishockey Liga (DEL) verpflichtet, wo sein Vertrag im Sommer 2014 bis zum Ende der Saison 2014/15 verlängert wurde. Nachdem Perrault zu Beginn der Spielzeit 2015/16 ohne Verein gewesen war, schloss er sich im Dezember 2015 den Dragons de Rouen aus der französischen Ligue Magnus an. Im März 2016 beendete der 32-Jährige seine Spielerlaufbahn, nachdem er in seiner Abschlusssaison mit Rouen das Triple bestehend aus dem IIHF Continental Cup, Coupe de France und der Französischen Meisterschaft gewonnen hatte. 

## Erfolge und Auszeichnungen
| - 2003 Trophée Jean Béliveau - 2003 Trophée Michel Brière - 2003 LHJMQ First All-Star-Team - 2003 CHL First All-Star-Team | - 2008 Teilnahme am AHL All-Star Classic - 2016 IIHF-Continental-Cup-Gewinn mit den Dragons de Rouen - 2016 Coupe-de-France-Gewinn mit den Dragons de Rouen - 2016 Französischer Meister mit den Dragons de Rouen |

## Karrierestatistik
(Legende zur Spielerstatistik: Sp oder GP = absolvierte Spiele; T oder G = erzielte Tore; V oder A = erzielte Assists; Pkt oder Pts = erzielte Scorerpunkte; SM oder PIM = erhaltene Strafminuten; +/− = Plus/Minus-Bilanz; PP = erzielte Überzahltore; SH = erzielte Unterzahltore; GW = erzielte Siegtore; 1 Play-downs/Relegation; Kursiv: Statistik nicht vollständig)